# Movimiento Scout en Argentina
El origen del escultismo en Argentina se da casi en simultáneo con su aparición en Inglaterra en 1907.
El escultismo comienza a aplicarse en Argentina en agosto de 1908 a partir de la publicación del libro Escultismo para muchachos y surge de iniciativas aisladas, generalmente en colegios ingleses.
En 1912 se institucionaliza la Asociación de Boy Scouts Argentinos a nivel nacional.
A fines de 1917, el presidente Hipólito Yrigoyen la reconoció como institución nacional mediante decreto presidencial.
A pesar de ello, algunos grupos no se unieron a dicha institución por no compartir el enfoque sobre los programas educativos.
A finales de los años veinte comienzan a surgir grupos homogéneos en lo religioso patrocinados por la Iglesia católica, los que a partir de 1937 se institucionalizan en la Unión Scouts Católicos Argentinos.
Como fenómeno colateral de las migraciones recibidas, se constituyen asociaciones de scouts de colectividades que intentan mantener las tradiciones de los países de donde emigraron. Muchas de estas asociaciones scouts de colectividades (rusos blancos, armenios) con el tiempo se van asimilando a las instituciones nacionales existentes.
Hoy la práctica del Método y Programa Scout ideado por Robert Baden-Powell en 1907 adopta en la República Argentina diferentes maneras porque a fines de 1996 con la unificación de la Asociación de Scouts de Argentina y la Unión Scouts Católicos Argentinos surgen nuevas asociaciones que no comparten el enfoque sobre los programas educativos de la asociación unificada.

## Historia

### Surgimiento del escultismo en Argentina

#### Las primeras patrullas scouts de América
La historia del escultismo en Argentina comienza cuando llegan a manos de Arturo Federico Penny, un muchacho de 16 años, hijo de ingleses, nacido en Capilla del Señor, Pcia. Buenos Aires el 12 de septiembre de 1892, las seis entregas quincenales en formato de revista para jóvenes Escultismo para muchachos que había publicado Robert Baden-Powell en Londres.
Apenas un año después del Campamento de Brownsea, al leer esta publicación comienza a formar su patrulla el 27 de agosto de 1908 en Bánfield (partido de Lomas de Zamora, en las afueras de Buenos Aires). La patrulla recibe el nombre de “Águila”, y Arturo F. Penny fue elegido guía de patrulla. Inmediatamente surge la Patrulla “Foca”, y Arthur Pearson fue elegido guía de patrulla.
Estas dos patrullas serán conocidas luego como la 1.º Compañía de Boy Scouts de Lomas de Zamora, actualmente Grupo Scout N.º 1 “General Juan Galo de Lavalle” de Scouts de Argentina.
Las primeras actividades se realizaron en la casa del Dr. Daniel Inocencio Moreno (Hermano del Perito Moreno), quien actúa como Maestro Scout y les facilita un espacio en su quinta ubicada en la intersección de las calles Leandro N. Alem y French, frente a la Estación de Banfield.
Sus primeros campamentos fueron a Morón, Gándara y Claypole. Según hechos históricos comprobables[cita requerida] esta fue la primera tropa scout en América, sin embargo se considera que Chile es el primer país en fundar su asociación fuera de Inglaterra, ya que la institucionalización del Movimiento Scout en Argentina recién se realizó en julio de 1912.

#### Visita de Baden Powell a la Argentina, Chile y Uruguay
En 1909 Baden Powell viajó a los países del Cono Sur de Sudamérica. Visitó Brasil, Uruguay, Argentina y luego pasó a Chile.
Al arribar al Puerto de Buenos Aires en el buque Aragón el 14 de marzo recibió el saludo de las patrullas Scouts creadas en Lomas de Zamora, dirigidas por Arturo Penny y en un uniforme improvisado. Baden Powell agradeció el saludo y obsequió a Penny un ejemplar de Escultismo para muchachos con dedicatoria escrita y firmada por él en el mismo momento y con ambas manos.
Al llegar a Buenos Aires el 14 de marzo de 1909, grande fue su sorpresa cuando a su arribo lo estaba esperando la Patrulla de Lomas de Zamora (precursora del actual Grupo Scout 1 Juan Galo de Lavalle de Banfield, provincia de Buenos Aires).
Dicha anécdota es relatada por Russell D. Christian, secretario auxiliar de la Asociación Cristiana de Jóvenes, quien a pedido de la YMCA (Asociación Cristiana de Jóvenes) de Buenos Aires lo invitó a pronunciar una conferencia sobre los boy scouts.
Dicha exposición fue realizada el jueves 8 de abril (el 9 regresó a Inglaterra).
Cuando llega a la Argentina el general Robert Baden-Powell, lo hace en viaje de placer con el Duque de Richmond y su hija.
Baden Powell fue recibido como huésped de honor por el gobierno argentino, el ejército le destinó un edecán y se alojó en el Jockey Club de Buenos Aires.
Baden Powell difundió su hobby de los boy scouts, que quería ver convertido en un movimiento militarista internacional para niños.
Hasta su hotel se acercó el secretario de la Asociación Cristiana de Jóvenes (YMCA), Sr. Russell Dunning Christian y lo invitó a dar una conferencia sobre el Movimiento Scout en el salón de actos de la YMCA Argentina.
Los pasos de Baden-Powell en Argentina según los informes de los periódicos locales:
- 15 de marzo: informan que permanecerán en nuestro país tres semanas. Se aloja en un departamento que el Jockey Club pone a su disposición. Se aloja sir Charles Henry Gordon Lennox, duque de Richmond en casa del señor Drysdale. Baden Powell visita el Hipódromo de Palermo en compañía de su edecán el Teniente Portela y socios. Expresa que encuentra las instalaciones como unas de las mejores del mundo.[8]
- 16 de marzo: Almorzó con distinguidos caballeros locales en la mesa denominada Círculo de Armas. Por la noche asistió a una cena en su honor ofrecida por el coronel Alfredo de Urquiza en el salón Elizabeth.[9]
- 17 y 18 de marzo Viaja con sus acompañantes a Paysandú, Uruguay, visitando fábricas y otros establecimientos. Baden Powell regresa solo a final del 18.[10]
- 19 de marzo Acompañado por un funcionario municipal, José I Matti; Baden Powell visita por la tarde el Jardín Zoológico y el Jardín Botánico, luego visitaron el barrio de Belgrano y cenaron en Olivos.
- 20 de marzo Junto con el duque de Richmond, acompañados por el jefe del Gabinete Militar, coronel Allaria, y un grupo de oficiales visitaron Campo de Mayo, la Escuela de Tiro y otras dependencias militares. Baden Powell hizo parte del recorrido a caballo, almorzaron en El Talar y luego regresaron a Hurlingham.
- 21 de marzo Baden-Powell parte por la mañana rumbo a Los Andes (Chile), en el Ferrocarril Buenos Aires al Pacífico, hoy Ferrocarril General San Martín vía Ferrocarril Trasandino Los Andes-Mendoza para cruzar la Cordillera de los Andes.
- 22 de marzo dicta una conferencia para la Academia Militar de Chile, allí a petición del doctor Alcibíades Vicencio ofreció una charla sobre el movimiento scout. Entusiasmado, el Dr. Vicencio organizó la primera brigada scout en Chile el 21 de mayo de 1909. Actualmente el nombre de esta brigada es Grupo Guías y Scouts Alcibiades Vicencio del Instituto Nacional (G.A.V.I.N.), considerada una actividad extraprogramática del colegio homónimo.
- Al finalizar la visita, emprende el regreso hacia la ciudad de Buenos Aires, Argentina.[11]
- 27 de marzo Viaja de regreso en tren a Buenos Aires, al llegar al túnel, que se completó recién el 25 de mayo del año siguiente,[12] lo espero un funcionario del ferrocarril que lo acompañó cabalgando en mulas por el camino en zigzag llamado 'Los Caracoles' hasta el paso a la altura de 3720 m desde donde descendían a la cabecera del ferrocarril del lado argentino.”.
- 28 de marzo llegado la noche anterior, permanece en Puente del Inca. Desde donde visita en su camino el Cristo Redentor, dejando posteriormente un relato de su experiencia en el libro “Roverismo Hacia el Éxito”.[7]
- 29 de marzo Llega a la Ciudad de Mendoza para tomar el tren directo a Buenos Aires. Visita bodegas y viñedos. Viene agradecido por las atenciones de que ha sido objeto en Chile.
- 30 de marzo: Llega Baden Powell de regreso de Chile y Mendoza
- Hasta el 4 de abril Permanece enfermo por malestares pulmonares.
- 7 de abril Visita el Palacio del Congreso, intercambiando ideas con legisladores locales.
- 8 de abril Por la mañana visita el Regimiento de Granaderos a Caballo, a pocos años de su nueva puesta en servicio. Entre otros almuerza con su jefe, el General Pablo Riccheri. Por la tarde participa de la Conferencia sobre los Boy Scouts a la que se había comprometido; fue dada en el salón de actos de la Asociación Cristiana de Jóvenes, en la calle Moreno 452 del Barrio de San Telmo de la Ciudad de Buenos Aires.
- 9 de abril Emprende el viaje de retorno junto con sus acompañantes.

Un hito en la visita de Baden-Powell y en la historia del Movimiento Scout en Argentina fue la conferencia dada el jueves 8 de abril de 1909 por la tarde, en el salón de actos de la Asociación Cristiana de Jóvenes de la calle Moreno 452 del Barrio de San Telmo de la Ciudad de Buenos Aires.
Apenas termina la disertación el fundador de la Asociación Cristiana de Jóvenes, Bertram A. Shuman, propone a los socios presentes realizar una reunión extraordinaria el sábado 10 de abril. Unánimemente se aprueba la moción y se establece como único tema del Orden del Día formar una Comisión Promotora del Scoutismo en la Argentina. Hasta ese momento las Compañías existentes habían surgido de iniciativas individuales sin una guía.
El 10 de agosto fueron elegidos integrantes de la Comisión promotora:
- Presidente: Joseph Drysdale
- Vicepresidente: R. F. Burney Wall
- Secretario: M. S. Fairlie
- Tesorero: J. Wilson
- Vocales: Arturo Penny y C. C. Kennard.

### Promoción del Scoutismo en la Argentina

#### Viaje aEstados Unidos
Además, como parte de este compromiso, la Asociación Cristiana de Jóvenes lo envía a Russell D. Christian a Estados Unidos a entrevistar a Ernest Thompson Seton fundador de los "Woodcraft Indians", un movimiento de jóvenes que tomaba inspiración en los pieles rojas. No solamente se entrevista, sino que queda una temporada a estudiar los programas de actividades para muchachos basados en el libro Birch Bark Roll of Woodcraft Indians, un manual práctico de las experiencias personales de Ernest Thompson Seton en los bosques de Norteamérica. En la Asociación Cristiana de Jóvenes el libro de Seton era bien conocido y se lo consideraba un paralelo más americano de Escultismo para muchachos, el libro de Robert Baden-Powell sobre el Movimiento Scout.
En realidad desde 1906 Robert Baden-Powell y Seton trabajaban en conjunto para desarrollar el Movimiento Scout en EE. UU. y en 1910 Seton fue nombrado Jefe Scout de los Boy Scouts of America.
En octubre de 1910, Russell D. Christian, durante su travesía de regreso al país, recibe en el barco una carta de la Comisión Promotora ofreciéndole ser el Jefe Scout. Amablemente rechaza el pedido de ser el primer Presidente de la futura Asociación de Boy Scouts Argentinos, explicando que si ese cargo era ocupado por un argentino de destacada actuación la difusión del incipiente movimiento lograría mejores apoyos. Finalmente asume como Comisionado Nacional Scout (coordinador de Métodos Educativos, es decir Programa de Jóvenes y Adiestramiento de Scouters).

#### Los Torneos Scouts
Inmediatamente Russell D. Christian se dedica a difundir las actividades scouts e interesar a personalidades en patrocinar nuevas Compañías. Para lograr visibilidad pública organiza los 'Torneos Scouts'. El 8 de diciembre de 1910 se realiza el Primer Torneo Scout con la participación de las Compañías de Lomas de Zamora y del Colegio Escocés, las primeras que fueron creadas. Luego, a fines de 1910, Fairlie organiza un campamento para las dos compañías junto a Russell D. Christian, quien como Ayudante de Campo aplica algunas de las actividades observadas a Ernest Thompson Seton.
Se sabe, además, que las colectividades también venían impulsando Grupos o Compañías, como se las llamaba en ese tiempo. También en diciembre de 1910 el M. S. Fairlie organizó y dirigió un campamento para las dos compañías, al cual asiste Russell D. Christian como ayudante.

#### Empiezan a surgir nuevas Compañías
En 1911 se abre en la filial Boca – Barracas de la Asociación Cristiana de Jóvenes, sita en la calle Montes de Oca 958, la 2.ª Cía. de Barracas, y en el “English High School” nace la 1.ª Cía. Villa Devoto.
El 3 de septiembre de 1911, Arturo Penny, presentó a Russell D. Christian con el “Perito” Moreno, en ese entonces presidente del Consejo Escolar V y Diputado Nacional.
El “Perito” Moreno venía siguiendo con interés el desarrollo del Scoutismo en la Y.M.C.A. a través de conversaciones con su hermano, quien participaba de la Cía. de Lomas de Zamora. A partir de esa reunión se forma la 3.ª Cía. de Barracas (que  luego pasaría a llamarse Compañía Cnel Pringles y actualmente Grupo Scout Coronel Pringles) en la Escuela N.º 12, de la calle Santa María 479 de Barracas con el patrocinio de la Fundación “Obra de la Patria”.
En 1911, por el esfuerzo y contribución personal del Ingeniero Arturo Young se publica durante doce meses la revista “El Scout Argentino” que luego sería el órgano oficial del Movimiento. El ingeniero Young trabajaba instalando estaciones de radio-telefonía, lo cual lo alejaba de Buenos Aires y fue así que junto con Christian, que estaba convaleciente en Córdoba, enviaban desde allí material para la revista que así siguió apareciendo.
En ese año y principios de 1912 surgen nuevas compañías en otros barrios de la Ciudad de Buenos Aires: Palermo, Belgrano, Caballito, Flores y el centro de la Ciudad de Bs. As. (Cía. Estrada). Sin embargo, no había una dirección común del Scoutismo argentino. Aparecen grupos de “Boy Scouts”, de “Vanguardias de la Patria”, también “Exploradores Argentinos de Don Bosco”, más los grupos que patrocinan las colectividades extranjeras.
En noviembre de 1914, el ciudadano inglés Ernesto Pilling, quien se encontraba trabajando en la localidad portuaria de Ingeniero White (partido de Bahía Blanca) funda el Grupo Scout, que en la actualidad lleva su nombre y que es el que lleva más años funcionando ininterrumpidamente en la República Argentina
El 5 de julio de 1915, el Ingeniero de la Armada Argentina , Armando Demetrio Fischer propone a un grupo de alumnos de la Escuela Humberto 1° de la Base Naval Puerto Belgrano , su incorporación a la primera Patrulla de Scout de mar o Scout Navales , que llevó nombre de “Lobo marino”. Fueron nombrados Guías y Subguías de Patrullas: Alfredo Leoni y Adolfo Blind. El primer Guía desempeñó luego, durante 35 años, el cargo de Jefe de la Agrupación. Esta patrulla tuvo el honor de ser la primera patrulla de Scouts Navales implementada en toda América Latina .

### Institucionalización del Scoutismo en la Argentina
La Comisión Promotora del Scoutismo en la Argentina surgida de la iniciativa de la Asociación Cristiana de Jóvenes logra el apoyo de la Asociación Patriótica “Obra de la Patria”, integrada por personas destacadas y presidida por Francisco Pascasio Moreno, para crear una asociación que reúna todos los esfuerzos dispersos.
El día 4 de julio de 1912 se produce la asamblea constitutiva de la Asociación de Boy Scouts Argentinos, cuyos participantes, fueron declarados “Fundadores del Scoutismo en la Argentina”.
A través de la Asociación Patriótica “Obra de la Patria”, integrada por personas destacadas y presidida por su fundador, el “Perito” Francisco Pascasio Moreno, coordinando con la Comisión Promotora del Scoutismo en la Argentina promovida por la Y.M.C.A.; se resuelve patrocinar la creación de una Asociación que reúna todos los intentos y esfuerzo que se realizaban en pos del beneficio que el Scoutismo daba a los muchachos.
Es así como el día 4 de julio de 1912 se produce la asamblea constitutiva de la Asociación de Boy Scouts Argentinos, cuyos participantes, fueron declarados “Fundadores del Scoutismo en la Argentina”.
En la reunión se labró la siguiente acta fundacional:

Sesión del 4 de julio de 1912

“En la Ciudad de Buenos Aires, a cuatro días del mes de julio de mil novecientos doce, los suscriptos, argentinos y extranjeros, reunidos en la casa del doctor Francisco P. Moreno, calle Caseros 2841, penetrados de la conveniencia de promover en la vida y civilización argentinas, la función y mantenimiento de una institución análoga a sus fines, a la que organizara en Londres el ilustre General Baden Powell, bajo la denominación de Boy Scouts, y cuya idea ha tenido la más entusiasta acogida en Inglaterra, en muchas naciones de Europa y América, de parte de los niños y de los educadores; y después de un cambio de ideas sobre su importancia educativa, como medio de estimular en la vida de la niñez y juventud de la República el gusto por las excursiones al aire libre, las observaciones en la Naturaleza, el culto del honor, de la lealtad y de la honradez, el dominio y respeto de sí mismo y de los demás, el amor al prójimo, a la familia, a la Patria y a la Humanidad, resuelve:

PRIMERO: De acuerdo con el plan de la Asociación de la “Obra de la Patria”, y aunando estos esfuerzos a trabajos anteriores, constituirse en Comisión Organizadora del Movimiento en el país.

SEGUNDO: La institución se denominará “Asociación de Boy Scouts Argentinos”

TERCERO: Designar a los señores Francisco Pascasio Moreno, Presidente; General Rosendo Fraga, Vicepresidente; Montheit Drysdale. Tesorero; Doctor Modesto Quiroga, Secretario; general Ángel P Allaria, José Juan Biedma, Manuel Corvalán, general Luis Dellepiane, Ricardo Dowdall, Clemente Onelli, general Pablo Riccheri, Carlos Ripamonte], coronel Martín Rodríguez, Tomás Santa Coloma, Doctor Frank Soler, Carlos Thays, ingeniero Arturo Young, Vocales y Comisionado Nacional, Russell D. Christian, para que constituyan el Directorio Organizador Provisorio.

CUARTO: Autorizar al Presidente, Secretario y Comisionado para que inicie los trabajos de organización, adopten Estatutos y Reglamentos y realicen aquellos actos de acción y de propaganda que hagan conocer la idea de la institución en el país y estimulen el mayor interés nacional por el desarrollo de la misma. No habiendo otro asunto que tratar, leída que fue la presente, aprobose por unanimidad, levantándose la sesión a las 7 p.m. y firmándose para constancia.
Firman

Francisco Moreno

Modesto Quiroga

Daniel Moreno

Ángel P. Allaría

La Fundación “La Obra De La Patria”, junto con la YMCA, fueron las organizaciones promotoras y fundadoras de Scoutismo Argentino concretado en la Asociación. El 26 de febrero de 1917 un decreto nacional del presidente Hipólito Yrigoyen aprueba los estatutos y le otorga personería jurídica. Luego, el 13 de noviembre del mismo año se dicta otro decreto que la declara  "Institución Nacional del Scoutismo Argentino", instruyéndose al profesorado y las fuerzas armadas a colaborar con dicha institución.
En 1922 la asociación se suma a la Oficina Internacional y se realiza el Primer Congreso Nacional Scout.
Finalmente la Asociación resultó inscripta en el Registro Nacional de Entidades de Bien Público con fecha 22 de noviembre de 1945 bajo el número 10-0004.

### Unión de Scouts Católicos Argentinos
Los inicios del escultismo católico se encuentran en la tarea del padre Julio Meinvielle, quien en la parroquia Nuestra Señora de la Salud del barrio de Versailles de la ciudad de Buenos Aires comenzó con campamentos juveniles parroquiales. Casi al mismo tiempo, en 1934, comienza a funcionar un grupo de jóvenes al que se llamó Adalíes, dirigido por el padre José Guerini. En este caso también Armando Fischer presta su colaboración a quien se suma el Dr. Alfonso Rafaelli, recién llegado de Italia enviado por su congregación para asistir al Congreso Eucarístico Internacional de 1934. El movimiento se va diseminando por las parroquias de Capital y el Gran Buenos Aires. El Ing. Armando Fischer obró de nexo entre el Dr. Alfonso Rafaelli y el padre Julio Meinvielle, quienes junto al Dr. Ernesto Padilla resolvieron impulsar la Unión Scouts Católicos Argentino.
El 7 de abril de 1937, dicha asociación scout fue reconocida por el cardenal Santiago Luis Copello, obispo primado de la Argentina, como asociación privada de fieles de la Iglesia católica. Su primera junta estaba integrada por:
- Presidente: Gral Exequiel Pereyta

- Vicepresidentes: Contra Alte. Osvaldo Repetto; Dr. Ernesto Padilla
- Capellán: Gral. Monseñor Daniel Figueroa
- Secretario: Pbro. Julio Meinvielle
- Prosecretario: Dr. Alfonso Rafaelli
- Vocales: Juan Fourcade, Miguel Paz Carrillo, José M. Sabore, Andrés Calcagno, Harriague Castex, Federico Spraggon Hernández, Frank Chevallier Boutell, Norberto Fresco, Juan Campomar, Miguel Caride

Al llegar el primer aniversario el padre Julio Meinvielle recibe una invitación de la Acción Católica Argentina para dar una charla sobre el escultismo y sus posibilidades en la formación de jóvenes. Muchos muchachos que militaban en la ACA quisieron participar de la nueva institución. Para capacitarles se crea el Centro de Maestros Scouts. Comienza así la impresión de las primeras cartillas y publicación del primer órgano oficial de la institución Vida Scout. El Dr. Rafaelli dirige toda la actividad didáctica secundado por el Ing. Fischer y Miguel Caride. El Movimiento empieza a diseminarse por el territorio nacional y desde muchas provincias llegan solicitudes de afiliación.
En 1940 el Dr. Padilla asume la presidencia de USCA, Julio Meinvielle la capellanía nacional, el Dr. Rafaelli la secretaría, y el Ing. Fischer la prosecretaría. Estos cuatro hombres trabajan duramente durante años y el movimiento les debe su forma y proyección. 
El maestro scout Domingo Farina, un didacta formado por el movimiento sucede al Dr. Padilla en la conducción de USCA y Monseñor Bolatti a Julio Meinvielle en la capellanía. En 1958 la institución va sufriendo una transformación, iniciando nuevos cursos de adiestramiento y adaptando el método a las necesidades de la vida moderna. Esto se ve reflejado en la edición del POR (Principios, Organización y Reglamento) y la actualización las ramas. En el año 1960, elegido por primera vez por una asamblea nacional, M.S Humberto Oscar Astelli asume la jefatura nacional, siendo el primer hombre formado en las filas del movimiento desde su infancia en ocupar ese puesto. Desde entonces los jefes de la USCA fueron:
- 1960-1966: Humberto Oscar Astelli
- 1967-1969: Mario Vivino
- 1970-1972: Osvaldo De Alzaa
- 1973-1975: Elio Del Boca
- 1976-1978: Manuel Díaz
- 1979-1983: Emilio Navarro
- 1982-1984: Luis Conde
- 1985-1987: Juan García Iglesias
- 1988-1991: José Accaputo
- 1992-1994: Manuel Díaz
- 1994-1996: Emilio Navarro

La personería canónica de la USCA fue continuada por la Comisión Pastoral Scout Católica.

### Unificación deASAyUSCA
Hacia 1970 coexistían en la Argentina dos asociaciones scouts mayoritarias:
- Asociación de Scouts de Argentina (ASA), reconocida como Institución Nacional del Scoutismo Argentino (INSA), reconocida por la Organización Mundial del Movimiento Scout y
- Unión Scouts Católicos Argentinos (USCA), entidad patrocinada por la Iglesia católica.

Las conversaciones tendientes a acordar una futura unidad o federación comienzan en 1973 con la creación de COCSA (Comité Coordinador del Scoutismo Argentino) integrado por el presidente de ASA/INSA Gral. Juan Carlos Reyes y su Jefe Scout Nacional: Ing. Roberto Pereiras, por un lado; y por el lado de USCA: su Capellán Nacional Monseñor Alfredo Arana y su Jefe Scout Nacional Elio del Boca. Se realizan varias actividades conjuntas y se llega a enero de 1975 con la realización en Punta Mogotes, Mar del Plata, de un multitudinario Campamento Nacional de Patrullas organizado por las dos Asociaciones, cuyo lema fue: "Para vivir la unidad".
Instalado el Gobierno Militar en 1976, el Episcopado Argentino cambia su decisión de autorizar el proceso de unidad y terminan las actividades conjuntas oficialmente.
En 1982 extraoficialmente se reanuda el trabajo conjunto con un Comité integrado por tres autoridades de cada Asociación: Horacio R. Pietruszka Jefe Scout Nacional, Jorge M. Pozzi Comisionado de Formación y Roberto O. Torres Comisionado de Programa Educativo, por parte de ASA/INSA; y por el lado de USCA: Manuel Díaz, Jefe Scout Nacional, José Accaputo, Subjefe Scout Nacional, y Rafael Espinola, Comisionado Internacional. A partir de 1983 de manera oficiosa se integra a este Comité el Ejecutivo de Cooperación Técnica para el Cono Sur, de la Oficina Scout Interamericana, el argentino Ing Alberto O. Del Brutto. Pero nuevamente por decisión del Episcopado Argentino se interrumpe el proceso.
Finalmente en 1992 se reinician las conversaciones al asumir como Director de la Región Interamericana, el chileno Dr. Gerardo González Erba, con la asistencia de Alberto O. Del Brutto, es así pues con un nuevo Director en el Continente Americano y con un nuevo Secretario General en la Oficina Scout Mundial (Jaques Moreillón) decididamente la unidad tiene el auspicio y la decisión política de la Oficina Scout Mundial y la Oficina Scout Interamericana.
Como resultado de dichas conversaciones se crea un Comité de Constitución con la misión de acordar un Estatuto de fusión de ambas asociaciones, reservando la USCA su carácter de Asociación Privada de Fieles de la Iglesia católica a través de la constitución de una "Comisión Pastoral Scout Católica" (COPASCA) con carácter suprainstitucional en la nueva asociación que surge de la unidad.
Dichos acuerdos son aprobados por la Conferencia Episcopal Argentina, aunque cada Obispado reserva su derecho a constituir Asociaciones Privadas de Fieles en su jurisdicción cuando consideren que se puede ver debilitada la identidad de los Scouts Católicos, en sus dos aspectos esenciales, “Fidelidad al Movimiento Scout y Fidelidad a la Doctrina Católica,  (USCA Obra de la iglesia).
El 1 de diciembre de 1996, se fusionan la Unión Scouts Católicos Argentinos (USCA) y la Asociación de Scouts de Argentina (ASA), en una Asamblea Nacional realizada en la localidad de Ezeiza en el predio del Sindicato de Empleados Textiles de la Industria y Afines de la República Argentina (S.E.T.I.A.).
Como resultado de dicha fusión surge una nueva asociación unificada: Scouts de Argentina y se disuelve la Asociación de Scouts de Argentina.
Los Grupos Scouts que difieren con la idea de una asociación unificada crean las Asociaciones Diocesanas de Scouts Católicos (ADISCAS) referidas al inicio del artículo y otros se mantienen independientes de toda estructura, convirtiéndose en los llamados familiarmente "Grupos Scouts parroquiales".

### Listado de Presidentes deScouts de Argentina Asociación Civil
1996 - 1999 Rodolfo Vincent
1999 - 2002 Daniel Marchionni
2002 - 2004 Gabriel Luis Paccioretti
2004 - 2005 Luis Silvestri (interino)
2005 - 2008 Luis Silvestri
2008 - 2011 Marcelo Rivas
2011 - 2014 Gerardo Mattei
2014 - 2017 Gerardo Mattei
2017 - 2020 Marina Rustán
2020 - 2023 Marina Rustán
2023 - 2026 María Luján Peciña

## Vestimenta
La vestimenta consiste en camisa o chomba, aunque lo más habitual es una camisa color arena con insignias, siendo habitual usar la de Scouts de Argentina (celeste) en el bolsillo derecho y la de Scouts Mundial (flor de lis violeta) en el izquierdo. Por encima de los bolsillos se agregan otras insignias como la de pertenencia religiosa y en el brazo derecho se coloca la identificación del grupo scout al que pertenece. El pañuelo es del color característico de cada grupo, sujeto con un pasapañuelo por el medio.
Antiguamente los Scouts sin promesa no podían llevar el pañuelo distintivo del grupo, hoy en día esto perdió vigencia ya que se entiende que el signo de la Promesa Scouts es la insignia de Scouts Mundial y el pañuelo hace referencia a la pertenencia del scout al grupo, distrito o zona.
Otros uniformes utilizados son las chombas de color arena o azul profundo que sólo llevan la insignia de Scouts Mundial (flor de lis violeta) en el bolsillo.

## Programa
La definición del Programa de Jóvenes en Scouts de Argentina transcurre en diferentes etapas.
- Etapa de transición: Desde la fusión de USCA e INSA hasta el año 2000 los Grupos Scouts fueron abandonando progresivamente el programa de la asociación de donde provenían.
- Etapa de Renovación Pedagógica: se llamó así al período iniciado en abril de 2000 cuando el director Ejecutivo aprueba las publicaciones Apuntes para el Juego Scout I y II y Apuntes para el dirigente de las Ramas Caminantes y Rovers. Para la Rama Lobatos y Lobeznas y Rama Scouts se adoptan las publicaciones hechas por OMMS-Región Interamericana.
- Etapa de revisión: En el año 2002 se inicia una consulta progresiva a nivel nacional llamada Conferencias de Programa. Como resultado de esta consulta se detectan una serie de dificultades de implementación que requieren modificaciones del programa. Siendo Rodrigo González Cao director de programa de Jóvenes, se inicia el ciclo de Indabas que finaliza en 2008 con modificaciones para las siguientes cuatro ramas:

| Período                         | Edades             | Nombre de la rama       | Nombre del grupo             |
| ------------------------------- | ------------------ | ----------------------- | ---------------------------- |
| Primera Infancia                | 5 a 7 años         | Rama Castores           | Colonia de Castores          |
| Infancias media y tardía        | 7/8 a 10/11 años   | Rama Lobatos y Lobeznas | Manada de Lobatos y Lobeznas |
| Pubertad y primera adolescencia | 10/11 a 14/15 años | Rama Scouts             | Unidad Scout                 |
| Adolescencia intermedia         | 14/15 a 17/18 años | Rama Caminantes         | Comunidad de Caminantes      |
| Juventud                        | 17/18 a 20/21 años | Rama Rovers             | Comunidad Rover              |

Los libros escritos por Robert Baden-Powell en los cuales se basa el programa de jóvenes son:
- Rama Lobatos y Lobeznas: Manual del Lobato[30]
- Rama Scouts: Escultismo para Muchachos[31]
- Rama Rovers: Roverismo hacia el Éxito[32]

Y las orientaciones generales para la tarea del dirigente fueron presentadas en Guía para el Jefe de Tropa

## Ley Scout
El texto de la Ley Scout de Scouts de Argentina adapta la formulación original de Robert Baden-Powell al lenguaje actual de los jóvenes. Como novedad, contiene en su formulación la expresión de los tres principios scouts, incorporando los deberes para con la profesión de fe religiosa que no estaba presente en la Ley propuesta por B-P. El texto definitivo fue redactado en el Encuentro Nacional de Comisionados de Distrito realizado en Puerto Pibes, Ciudad de Buenos Aires en julio de 1998 y ratificado por la Asamblea Nacional en octubre de ese año. Luego el Comité de Constituciones de la Organización Mundial del Movimiento Scout lo aprobó en 1999.
El / la Scout:
1. Ama a Dios y vive plenamente su Fe.
2. Es leal y digno de toda confianza.
3. Es generoso, cortés y solidario.
4. Es respetuoso y hermano de todos.
5. Defiende y valora la familia.
6. Ama y defiende la vida y la naturaleza.
7. Sabe obedecer, elige y actúa con responsabilidad.
8. Es optimista, aún en las dificultades.
9. Es económico, trabajador y respetuoso del bien ajeno.
10. Es puro y lleva una vida sana.

## Promesa Scout

Aro de Pañuelo(Pasapañuelo, Traba, Talique, Cabeza de turco).

El Comité de Constituciones de la Organización Mundial del Movimiento Scout, aprobó en 1999, el siguiente texto de Promesa para los Scouts de Argentina:

Yo (nombre y apellido completo) por mi honor prometo hacer cuanto de mí dependa, para cumplir mis deberes para con Dios, la patria, con los demás y conmigo mismo, ayudar al prójimo y vivir la Ley Scout.

Las Comisiones y Equipos Confesionales de Formación Religiosa –conforme a sus respectivos Términos de Referencia o Acuerdos Preliminares– podrán incorporar expresiones adicionales en el texto de la Promesa y determinar una insignia que los identifique para ser usada en el uniforme por los miembros que profesen su fe, en concordancia con lo que establezcan los organismos educativos de Scouts de Argentina y respetando las pautas que en lo metodológico se dicten.

Católicos: Yo (...), por mi honor y con la Gracia de Dios prometo hacer cuanto de mí dependa para cumplir mis deberes para con Dios, la Iglesia, la Patria, con los demás y conmigo mismo, ayudar al prójimo y vivir la Ley Scout

Cristianos Evangélicos: Yo (...), por mi honor y con la Gracia de Dios prometo hacer cuanto de mí dependa para cumplir mis deberes para con Dios, la Iglesia, la Patria, con los demás y conmigo mismo, ayudar al prójimo y vivir la Ley Scout

Budistas: Yo (...), y tomando refugio en la triple joya por mi honor prometo hacer cuanto de mí dependa para cumplir mis deberes para con mi Fe Budista, la Patria, con los demás y conmigo mismo, ayudar al prójimo y vivir la Ley Scout

Santos de los Últimos Días (Mormones): Yo (...) por mi honor prometo hacer cuanto de mi dependa, para cumplir mis deberes para con Dios, la patria, con los demás y conmigo mismo, ayudar al prójimo y vivir la Ley Scout

Judíos: Yo (...), por mi honor prometo hacer cuanto de mí dependa para cumplir mis deberes para con D-os, la Torá, la Patria, con los demás y conmigo mismo, ayudar al prójimo y vivir la Ley Scout

### Canción de la promesa scout
A dios, jefe supremo
de esta legión,
alma y vida ofrecemos
de corazón.
estribillo:
Juro serte leal
Señor y Rey
sirviendo al ideal
de nuestra ley.
La promesa que un día
hice ante a ti,
para toda la vida
la prometí.
estribillo:
Juro serte leal
Señor y Rey
sirviendo al ideal
de nuestra ley.
Mi fe me enorgullece
quiero servir,
tal como se merecen
hasta morir.
estribillo:
Juro serte leal
Señor y Rey
sirviendo al ideal
de nuestra ley.
Fiel a mi patria amada
siempre seré,
con alma apasionada
la serviré.
estribillo:
Juro serte leal
Señor y Rey
sirviendo al ideal
de nuestra ley.

## Efemérides
En Argentina es costumbre celebrar el Día del Scout y de la Buena Acción cada año el 5 de septiembre.
Para dicha fecha es costumbre realizar una Buena Acción. En algunos casos se recolectan alimentos para indigentes. Pero últimamente se ha extendido el armar en la plaza de cada ciudad una flor de lis con tapitas plásticas de botellas descartables. Luego el material reciclable es donado a hospitales pediátricos para la atención de niños con problemas de salud complejos. Una de los principales beneficiadas es la Fundación del Hospital Nacional de Pediatría Juan Pedro Garrahan
Con el tiempo dicha costumbre se ha extendido a la "Semana de las Buenas Acciones" 

## Acción comunitaria
Scouts de Argentina ha suscripto con las autoridades nacionales, provinciales y municipales diferentes iniciativas de promoción de la educación para la paz y de prevención de las adicciones en jóvenes. Entre ellas podemos citar:
- Programa Jugarse por la Paz:[66] premiado por Gobierno de la Ciudad Autónoma de Buenos Aires[67][68] declarado de interés parlamentario por la Cámara de Diputados de la Nación Argentina,[69] por la Municipalidad de Rosario[70][71][72] y receptado en Ley por el Senado de la Provincia de Santa Fe[73]
- Prevención de adicciones con el Gobierno de la Ciudad Autónoma de Buenos Aires[74][75][76][77]

Es notorio destacar que durante la pandemia por COVID-19, Scouts de Argentina desarrolló e implementó un programa de asistencia social y alimentaria llamado "Plan Nacional de Voluntariado Scout". Consistió, en una primera etapa, en asistencia alimentaria (tanto en las sedes de los grupos participantes, como en comedores o merenderos ajenos a las sedes de los grupos). Sucesivamente, se fueron añadiendo modalidades de participación orientadas a atender distintas necesidades que surgieron como consecuencia del aislamiento:
- #Donantes: Orientado a impulsar la donación de sangre
- #Abrigados: Destinado a recolectar y entregar elementos de abrigo a personas en situación de vulnerabilidad
- #Involucrados: Objetivado hacia la colaboración entre la asociación y organizaciones de la sociedad civil (como Cruz Roja Argentina) o del estado
- #Jugadores: Se encarga de revalorizar el derecho al juego en niños, niñas y adolescentes, a través de kits didácticos y jornadas de juegos.
- #Sanamente: Concientiza sobre el valor de la salud mental y brinda herramientas para trabajar el marco teórico de la iniciativa.
- #Higiene Menstrual: Brinda asistencia a personas menstruantes a través de la entrega de kits de gestión menstrual. Compuesto por proyectos rovers que versan sobre el tema.
- #Potenciate: Prepara a los y las jóvenes para la inserción al mundo laboral, brindando herramientas y capacitaciones para desarrollar competencias acordes a las exigencias laborales actuales

## Asociaciones Scouts
Actualmente existe un gran número de asociaciones que utilizan el Método Scout en Argentina:
- Pluriconfesionales
  - Scouts de Argentina (SAAC), única afliada a la OMMS (Organización Mundial del Movimiento Scout). Coeducativa, pluriconfesional.[79][80] Es la resultante de la fusión de la Unión Scouts Católicos Argentinos (U.S.C.A) y la Asociación de Scouts de Argentina (A.S.A.), aunque algunos Grupos Scouts de las asociaciones precedentes conformaron otras nuevas asociaciones.

- - Asociación de Guías Argentinas (AGA), miembro de la Asociación Mundial de las Muchachas Guías y las Guías Scouts (WAGGGS), solamente mujeres.
- Scouts Navales de Argentina A.C. Afiliados a la WFIS (World Federation of Independent Scouts)

- Laicas
  - Pluralistas Asociación Civil Propuesta renovadora del Método Scout, promueve un estilo de movimiento laico, integrador, diverso y "en defensa de los Derechos Humanos".
  - Asociación de Grupos Scouts Asociación Civil, una propuesta basada en el marco referencial creado por B.P. con la premisa de que niños, niñas y jóvenes

sean los protagonistas de la aventura.
- Tradicionales
  - Asociación Argentina de Scouts de Baden Powell (BPSA o Baden Powell Scouts de Argentina) afiliada a la WFIS (World Federation of Independent Scouts / Federación Mundial de Scouts Independientes), tradicional.
  - UASI (Unión Argentina de Scouts Independientes) afiliados a la CISI (Confederación Interamericana de Scouts Independientes), tradicional.
  - RESA Argentina (Rover Explorers Scouts Association) Filial de The Rover Explorers Scouts Association del Reino Unido, una asociación para Rover Scouts, de 17 a 70 años, practica la metodología Rover original establecida por Baden Powell.

- Confesionales católicas
  - Coordinación de Asociaciones Diocesanas de Scouts Católicos de la Argentina (C.A.Di.S.C.A.), una coordinación que reúne a las diferentes Asociaciones Diocesanas de Scouts Católicos y a los grupos scouts parroquiales adheridos que son agrupados en regiones.
  - Exploradores de la Virgen de Schoensttat Argentina
  - ASBA (Asociación de Scouts de Buenos Aires)

- - Scouts Católicos en la Argentina (Federación SCA).
  - Asociación de Guías Argentinas Católicas (GAC), católica, solamente mujeres.

- Orientación Judía
  - Grupos de jóvenes scout judíos Hashomer Hatzair
  - Movimientos juveniles de Hanoar hatzioni e Israel hatzeira

- Para Adultos
  - IASA Institución Argentina de Scoutismo Adulto
  - SGAA Scouts y Guías Adultos de Argentina afiliados a International Scout and Guide Fellowship

- Otros movimientos juveniles similares
  - Club de Conquistadores Adventistas (Pathfinders), afiliados a Pathfinders international, Adventist
  - Scouts Armenios de Argentina (ver Hayastani Azgayin Scautakan Sharjum Kazmakerputiun)
  - Asociación Ucrania PLAST Juvenil - Scouts Ucranianos
  - Organization of Russian Young Pathfinders (ORYuR), Scouts rusos en el exilio Córdoba, Argentina
- Movimiento Exploradoril Salesiano integrado por:
  - Exploradores Argentinos de Don Bosco Argentina

- - Exploradoras Argentinas de María Auxiliadora Argentina
  - Exploradores Franciscanos Argentinos Argentina
  - Exploradores de Caacupé Argentina
  - Exploradores Paraguayos de Don Bosco Paraguay
  - Exploradores de Don Bosco - Popayán Colombia

Además existe un importante número de grupos independientes y otros movimientos juveniles que practican un método pedagógico similar al presentado en 1907 por Robert Baden-Powell pero no se autodenominan Scout, como son la Liga de Aventureros, Exploradores de Don Orione.

### Asociaciones Scouts extintas o fusionadas
- La Asociación de Scouts de Argentina, fundada en el año 1912 por el Perito Francisco Pascasio Moreno con el nombre de Asociación Boy Scouts Argentinos y sucesivamente conocida como Asociación Nacional de Boy Scouts Argentinos, Boy Scouts Argentinos, declarada luego Institución Nacional del Scoutismo Argentino por Decreto presidencial del Dr. Hipólito Yrigoyen de 1917 y, también conocida como Asociación Instituto Nacional del Scout Argentino, todas ellas denominaciones indistintas de la misma persona jurídica, fue disuelta el 1 de diciembre de 1996 para integrarse a Scouts de Argentina Asociación Civil.[81]

- La Unión Scouts Católicos Argentinos (USCA) creada el 7 de abril de 1937 fue disuelta el 1 de diciembre de 1996 para integrarse a Scouts de Argentina Asociación Civil.

- El Movimiento Scout Argentino (al que algunos de forma despectiva llamaban Mosca) fue una escisión de la Institución Nacional del Scoutismo Argentino (I.N.S.A.) que luego INSA hizo disolver por medio del gobierno militar que dominó la Argentina desde 1976 a 1983.

- También existió un agrupamiento scout de colectividades llamado Scouts polacos en el exilio. El cual luego se integró a la Institución Nacional del Scoutismo Argentino (I.N.S.A.).